# Ciclismo nos Jogos Olímpicos de Verão de 2020 - Madison feminino
A prova de madison feminino do ciclismo nos Jogos Olímpicos de Verão de 2020 ocorreu em 6 de agosto de 2021 no Velódromo de Izu, em Izu, Shizuoka. Um total de 30 ciclistas de 15 Comitês Olímpicos Nacionais (CON) participaram do evento.
Foi a estreia do evento em Jogos Olímpicos, sendo realizada apenas entre os homens entre 2000 e 2008, sem equivalente feminino, o que veio a ocorrer apenas nessa edição.

## Qualificação
Cada Comitê Olímpico Nacional (CON) poderia inscrever uma equipe de duas ciclistas no madison. As vagas são atribuídas ao CON, que seleciona as ciclistas. A qualificação se deu inteiramente através do ranking de nações da União Ciclística Internacional (UCI) de 2018–20. As oito primeiras nações do ranking para a perseguição por equipes também qualificaram automaticamente uma equipe no madison.

## Formato
O madison é uma corrida de pontos que envolve todas as 15 equipes competindo ao mesmo tempo e em uma única fase. Uma ciclista de cada equipe compete de cada vez; os dois membros da equipe podem trocar a qualquer momento. A distância é de 120 voltas (30 km). As equipes marcam pontos de duas maneiras: percorrendo o velódromo e em sprints. Uma equipe que ganha uma volta recebe 20 pontos; aquele que perde uma volta tem 20 pontos deduzidos. Cada décima volta é um sprint, com a primeira a terminar a volta ganhando 5 pontos, a segunda 3 pontos, a terceira 2 pontos e a quarta 1 ponto. Os valores dos pontos são duplicados para o sprint final.

## Calendário
Horário local (UTC+9)
| Data        | Tempo | Fase  |
| ----------- | ----- | ----- |
| 6 de agosto | 17:15 | Final |

## Medalhistas
|  | GBR Grã-Bretanha            |  | DEN Dinamarca                |  | ROC                                   |
|  | Katie Archibald Laura Kenny |  | Amalie Dideriksen Julie Leth |  | Gulnaz Khatuntseva Maria Novolodskaya |

## Resultados
Disputa com início as 17:15 locais com 120 voltas (sendo 12 delas sprints), totalizando 30 km percorridos.
| Pos.              | Ciclista                              | CON                | Sprint | Sprint | Sprint | Sprint | Sprint | Sprint | Sprint | Sprint | Sprint | Sprint | Sprint | Sprint | Voltas | Voltas | Ordem final | Total |
| Pos.              | Ciclista                              | CON                | 1      | 2      | 3      | 4      | 5      | 6      | 7      | 8      | 9      | 10     | 11     | 12     | +      | −      | Ordem final | Total |
| ----------------- | ------------------------------------- | ------------------ | ------ | ------ | ------ | ------ | ------ | ------ | ------ | ------ | ------ | ------ | ------ | ------ | ------ | ------ | ----------- | ----- |
| Medalha de ouro   | Katie Archibald Laura Kenny           | GBR Grã-Bretanha   | 5      | 5      | 5      | 2      | 5      | 5      | 5      | 5      | 5      | 5      | 1      | 10     | 20     |        | 1           | 78    |
| Medalha de prata  | Amalie Dideriksen Julie Leth          | DEN Dinamarca      |        |        | 2      |        | 2      | 1      |        | 1      | 3      | 3      | 3      |        | 20     |        | 9           | 35    |
| Medalha de bronze | Gulnaz Khatuntseva Maria Novolodskaya | ROC                |        |        |        |        |        | 3      |        |        | 1      | 2      |        |        | 20     |        | 6           | 26    |
| 4                 | Amy Pieters Kirsten Wild              | NED Países Baixos  | 3      | 3      | 3      | 3      |        |        | 3      |        |        |        | 2      | 4      |        |        | 3           | 21    |
| 5                 | Clara Copponi Marie Le Net            | FRA França         | 2      |        |        |        | 3      | 2      |        | 3      | 2      |        | 5      | 2      |        |        | 4           | 19    |
| 6                 | Daria Pikulik Wiktoria Pikulik        | POL Polônia        |        | 1      |        |        |        |        | 1      |        |        | 1      |        | 6      |        |        | 2           | 9     |
| 7                 | Georgia Baker Annette Edmondson       | AUS Austrália      |        | 2      |        | 5      |        |        |        | 2      |        |        |        |        |        |        | 7           | 9     |
| 8                 | Elisa Balsamo Letizia Paternoster     | ITA Itália         | 1      |        |        | 1      |        |        |        |        |        |        |        |        |        |        | 8           | 2     |
| 9                 | Megan Jastrab Jennifer Valente        | USA Estados Unidos |        |        | 1      |        |        |        |        |        |        |        |        |        |        |        | 5           | 1     |
| 10                | Lotte Kopecky Jolien D'Hoore          | BEL Bélgica        |        |        |        |        |        |        | 2      |        |        |        |        |        |        | 20     | 11          | –18   |
| 11                | Jessie Hodges Rushlee Buchanan        | NZL Nova Zelândia  |        |        |        |        | 1      |        |        |        |        |        |        |        |        | 40     | 10          | –39   |
| 12                | Franziska Brauße Lisa Klein           | GER Alemanha       |        |        |        |        |        |        |        |        |        |        |        |        |        | 40     | 12          | –40   |
| 13                | Emily Kay Shannon McCurley            | IRL Irlanda        |        |        |        |        |        |        |        |        |        |        |        |        |        | 40     | DNF         | –     |
| 13                | Yumi Kajihara Kisato Nakamura         | JPN Japão          |        |        |        |        |        |        |        |        |        |        |        |        |        | 40     | DNF         | –     |
| 13                | Pang Yao Leung Bo Yee                 | HKG Hong Kong      |        |        |        |        |        |        |        |        |        |        |        |        |        | 40     | DNF         | –     |